# Харун Хамід
Харун Хамід (урду ہارون حامد; нар. 10 листопада 2003, Ламбет) — пакистанський футболіст, півзахисник клубу «Сент-Олбанс Сіті».
Виступав, зокрема, за клуб «Кінгстоніан», а також національну збірну Пакистану.

## Клубна кар'єра
Народився 10 листопада 2003 року в місті Ламбет. Вихованець футбольної школи клубу «КПР».
У дорослому футболі дебютував 2023 року виступами за команду «Кінгстоніан», у якій того року взяв участь у 5 матчах чемпіонату. 
До складу клубу «Сент-Олбанс Сіті» приєднався 2023 року. 

## Виступи за збірні
У 2023 році залучався до складу молодіжної збірної Пакистану. На молодіжному рівні зіграв у 3 офіційних матчах.
Того ж року дебютував в офіційних матчах у складі національної збірної Пакистану.
| Дата       | Місто     | Господарі | Результат | Гості    | Турнір            | Голи | Примітки |
| ---------- | --------- | --------- | --------- | -------- | ----------------- | ---- | -------- |
| 21-3-2023  | Лааму     | Мальдіви  | 1 – 0     | Пакистан | товариський матч  | -    |          |
| 12-10-2023 | Пномпень  | Камбоджа  | 0 – 0     | Пакистан | Відбір до ЧС 2026 | -    |          |
| 17-10-2023 | Ісламабад | Пакистан  | 1 – 0     | Камбоджа | Відбір до ЧС 2026 | 1    |          |
| Усього     |           | Матчів    | 6         |          | Голів             | 1    |          |